# Polypoetes satanas
Polypoetes satanas är en fjärilsart som beskrevs av Erich Martin Hering 1925. Polypoetes satanas ingår i släktet Polypoetes och familjen tandspinnare. Inga underarter finns listade i Catalogue of Life.